# Benton Hot Springs
Benton Hot Springs (detta anche Benton, Old Benton, Hot Springs) è una comunità non incorporata nella Contea di Mono in California.
Si trova 4,8 km a ovest-sud-ovest di Benton e quasi 50 km a nord-nord-ovest di Bishop. È situata all'altitudine di 1.716 m.

## Storia
Il nome è un omaggio al senatore del Missouri Thomas Hart Benton. La località visse i suoi giorni migliori fra il 1862 e il 1889, allorché egli fu centro di approvvigionamento per le vicine miniere d'oro e d'argento. Il primo ufficio postale fu aperto nel 1886. Al volgere del secolo la città decadde e il suo stesso nome fu trasferito alla stazione, che divenne la Benton attuale.

## Terme
Benton Hot Springs ospita fonti termali calde, una delle quali è descritta in un testo del 1915 come acqua sorgiva a 57 °C. Nei dintorni, poco più di un miglio (1,6 km) a nord-est, si trovano anche le terme di Paert's Hot Springs e Taylor Springs.